# (38508) 1999 TR213
1999 TR213 (asteroide 38508) é um asteroide da cintura principal. Possui uma excentricidade de 0.06439110 e uma inclinação de 9.91402º.
Este asteroide foi descoberto no dia 15 de outubro de 1999 por LINEAR em Socorro.